# Limburg Kloster
Limburg Kloster et et tidligere kloster på en bjergtop ved byen Bad Dürkheim ca. 35 km. vest for byen Mannheim i delstaten Rheinland-Pfalz, Tyskland. Klosteret kan betegnes som en velholdt ruin. Knud den Stores datter, Gunhild (1019-1038), er begravet på klostergrunden. På graven står en velholdt gravsten hvoraf fremgår, at Gunhild var datter af kong Knud af Danmark. I byen Bad Dürkheim findes ved indgang til byens kirke et større mindesmærke over kejser Konrad 2. og hans søn, Henrik 3., som Gunhild var gift med. De blev forlovet i maj 1035, samme år som Knud den Store døde. Parret blev gift i Pinsen 1036. Parret fik en datter Beatrice.